# ميدل أوف أونر (لعبة فيديو 2010)
ميدل أوف أونر (ميدالية الشرف) هي لعبة فيديو من تصويب منظور الشخص الأول، طورت من قبل فريق الاستوديو EA لوس أنجلوس، هي الجزء الثاني عشر في سلسلة ميدالية الشرف، صدرت على مايكروسوفت ويندوز، بلاي ستيشن 3، وأجهزة إكس بوكس 360 في 12 أكتوبر 2010. اللعبة هي إعادة تمهيد من السلسلة، وتجري خلال الحرب الجارية في أفغانستان.
تلعب باعدات اشخاص
العريف: Dante Adams
الكابتن: Brad "Hawk" Hawkins
Deuce
"Rabbit Jimmy

## إثارة الجدل
تركز اللعبة على تصوير أجواء الحرب والعمليات العسكرية في أفغانستان. كما تظهر الجانب الغربي يُمجد (كالعادة) بطولات الجيش الأمريكي والبريطاني في غزوه لأفغانستان حيث تظهر كيف يقوم بمداهمة مخابئ المقاتلين الأفغان وإنقاذ الرهائن والقيام بالعمليات السرية والاستعانة بالعملاء. وبالمقابل فإنها تقوم بتصوير طالبان على أنهم هم المجرمين والعدو ساحة الحرب، متجاهلين تماماً جرائمهم في تدمير البلاد.
أما عن الجانب الغربي، فأثار وضع الإنترنت جدلاً عندما تم الكشف عن أنه في وضع اللعب الجماعي في ميدل أوف أونر يمكن للاعبين اللعب بشخصية طالبان في اللعبة. مما أثار استياء الإعلام الغربي ورد المطورون بالقول إن حقيقة اللعبة حتمت ذلك. قالت أماندا تاغارت، كبير مديري العلاقات العامة في EA : «كان معظمنا يفعل ذلك منذ أن كنا في السابعة من عمره - إذا كان أحدهم هو الشرطي، فيجب أن يكون شخص ما هو اللص، ويجب أن يكون شخص ما قرصانًا ويجب أن يكون شخص ما أجنبيًا». «في لعبة ميدل أوف أون - متعددة اللاعبين، يجب أن يكون شخص ما هو الطالبان.»  انتقد وزير الدفاع البريطاني، ليام فوكس، اللعبة قبل إصدارها  كذلك الأمر وزير الدفاع الكندي بيتر ماكاي. وبسبب ضغوط من مختلف المسؤولين العسكريين ومنظمات المحاربين القدامى، تمت إزالة كلمة «طالبان» من الجزء متعدد اللاعبين من اللعبة التي يلعب فيها اللاعبون بشكل مباشر. واستبدلت بمصطلح «القوة المعارضة».

## وصلات خارجية
- ميدل أوف أونر على موقع IMDb (الإنجليزية)

- الموقع الرسمي